# Eyad El Sarraj
Eyad El-Sarraj (àrab: إياد السراج, Iyād as-Sarrāj) (27 d'abril de 1944-17 de desembre de 2013) va ser un pioner psiquiatra palestí. Va ser consultor de la delegació palestina a la Cimera de Camp David del 2000. Va rebre el Premi dels Metges pels Drets Humans. Va ser presentat en un llibre de la periodista Barbara Victor sobre les bombes suïcides palestines, Army of Roses. A les eleccions palestines de 2006, va dirigir la llista Wa'ad. Va morir a un hospital d'Israel, Centre Mèdic Hadassah a Jerusalem

## Biografia
Eyad El-Sarraj was born in Beerxeba, Mandat Britànic de Palestina en una família àrab palestinamusulmana. La seva família va arribar a la franja de Gaza com a refugiats el 1948.
Sarraj va escriure una reflexió personal el 1997 sobre "Per què ens hem convertit en bombes suïcides: entendre el terror palestí" en què va delinear diversos factors, inclosa la vida "sota ocupació israeliana". Entre altres coses, va escriure, significa restriccions de viatge, tenint una nacionalitat indefinida, que se li demana que espiï a la seva família, travessi punts de control, que es vegi censurat i que el profeta sigui humiliat.
Sarraj estava preocupat pels "danys per la salut mental provocats per l'opressió política i va desafiar els abusos israelians i palestins", i ha estat estat empresonat en diverses ocasions tant per Israel com per l'Autoritat Nacional Palestina de Yasser Arafat.
El 29 de juny de 2009, El-Sarraj va aparèixer davant la Missió d'Investigació de les Nacions Unides sobre el conflicte de Gaza. Va aparèixer com a testimoni en nom del "Programa de Salut Mental de la Comunitat de Gaza", que va afirmar que el 20% dels nens a Gaza patien un trastorn per estrès postraumàtic (PTSD).
El "Programa de salut mental de la comunitat de Gaza" (GCMHP) va ser fundat per al-Sarraj, i té 40 membres en plantilla.
El-Sarraj va ser president de la Facultat de Pau Internacional Israel-Palestina, i membre de moltes altres organitzacions de salut.
A El-Sarraj se li va diagnosticar mieloma múltiple en 2006. Va passar pel trasplantament de cèl·lules mare. Després d'una recaiguda que va tenir el 2013, va buscar un tractament mèdic al Centre Mèdic Hadassah a Israel. Va morir el 18 de desembre de 2013. El-Sarraj estava casat amb Nirmeen Kharma, amb la que tenia el seu fill més petit, Ali. Tenia dos fills del seu primer matrimoni, un dels quals és escriptor i professional de la salut mental Arxivat 2015-03-21 a Wayback Machine. Wasseem El Sarraj.
El novembre de 1998, el Sarraj va ser guardonat amb el Premi Martin Ennals per Defensors dels Drets Humans.
El-Sarraj també va rebre el Premi Olof Palme el 2010 per la seva "lluita autosuficient i infatigable pel sentit comú, la reconciliació i la pau entre Palestina i Israel".
"Estic orgullós i feliç de rebre aquest premi, però considero que els veritables herois són víctimes de la violència, la tortura i la guerra ... Aquest premi em dona esperança i em anima a seguir lluitant per defensar els drets dels quals s'han abusat i per treballar per la justícia i la pau ", va dir El-Sarraj després de rebre el premi.